# Grands magasins de la Bourse
 (février 2025).
Les Grands Magasins de la Bourse étaient une chaîne belge de grands magasins qui a existé de 1872 jusqu'à sa faillite en 1972. Son siège central, un imposant immeuble de magasins et de bureaux, était situé à l'angle du boulevard Anspach et de la rue du Marché aux Poulets à Bruxelles. L'édifice était bâti autour d'un grand espace ouvert central, typique des grands magasins de l'époque.
La chaîne possédait des succursales à Ixelles, Anvers, Bruges, Liège, Namur et Mons.

## Historique
Les Grands Magasins de la Bourse ont été fondés par la famille Thiéry originaire de Morfontaine en Lorraine. À l'origine, ils travaillaient comme marchands ambulants de tissus, mais en 1841, ils ouvrirent leur première boutique à Saint-Ghislain. Après cela, plusieurs magasins ont suivi. Dans les années 1860, les frères François et Félix Thiéry ouvrent un grand magasin dans plusieurs bâtiments de la rue du Marché aux Poulets à Bruxelles.
En raison de projets d'urbanisme, les bâtiments ont dû être démolis. Les frères Thiéry construisent alors un nouveau grand magasin sur un terrain vacant du boulevard Anspach sous le nom de « François Thiéry et Cie ». Comme un nouveau bâtiment de la Bourse était en cours de construction à quelques pas du grand magasin, le nom fut changé en « Grands Magasins de la Bourse ».
Le premier permis de bâtir date de 1872; l'architecte reste inconnu. Il s'agit du premier "grand magasin" sur le sol belge.
En 1881, la ville en autorise l'extension place de la Bourse n° 4 et rue Paul Devaux.
En 1884, le grand magasin passe aux mains du groupe Silas Guillon et Cie. En 1898, l'entreprise est transformée en société anonyme, la « Société Anonyme des Grands Magasins de la Bourse ».
En 1916, l'architecte G. Maukels agrandit le complexe, qui arrive à occuper par entier l'îlot triangulaire entre le boulevard Anspach, la rue du Marché aux Poulets et la rue Devaux, à l'angle de la place de la Bourse,.
Dès 1903, les Grands Magasins de la Bourse ouvrent une succursale chaussée d'Ixelles n° 69-73, tout comme ses concurrents de l'Innovation.
Un incendie majeur endommage le bâtiment en 1948. L'année suivante, il est reconstruit en style Art déco sur plan de l'architecte E. De Heu qui rebâtit la tour d'angle avec dôme, sur modèle de l'ancienne, et récupère les balcons du bâtiment original. Sur demande de la ville, le bâtiment aquiert aussi une nouvelle entrée principale sur la place de la Bourse, ainsi que deux étages en plus par un toit mansardé. Le septième étage était réservé au personnel, tandis que l'alimentation se trouvait au sous-sol. Par rapport à ses concurrents, le Grand Magasin de la Bourse avait une clientèle plus populaire.
Les revenus des grands magasins baissent dans les années 1960. La relance passe par la coopération avec les prestigieuses Galeries Lafayette de Paris, à fin de réduire les prix d'achat chez les fabricants et d'attirer une clientèle de rang. En contrepartie, la chaîne française acquiert une participation de 20 %. Mais la tentative de relance échoue. En 1972, la chaîne de grands magasins fait faillite.
Dans les années 1970, les étages supérieurs du bâtiment sont transformés en bureaux, et les façades sont rénovées. Depuis 1982, il est occupé par Actiris. À la suite des rénovations multiples, les éléments historiques sont en grand partie perdus, en arrivant à un style éclectique. Le rez-de-chaussée reste exploité par la chaine Delhaize jusqu'aux années 2010, lorsque le reste du bâtiment est vide.

## Succursales

### Anvers
La succursale d'Anvers a ouvert ses portes en octobre 1922 au 33 Meirplaats. Elle était installée dans un bâtiment conçu par Victor Horta qui abritait auparavant le grand magasin À l'Innovation. Cependant, ce grand magasin a ensuite déménagé vers un autre endroit. Le bâtiment de la Meirplaats a été adapté par l'architecte J. Dierick pour le compte des Grands Magasins de la Bourse. Au cours des années suivantes, plusieurs ajustements ont été apportés. Dans les années 1950, la façade Art nouveau a été remplacée par une façade avec beaucoup de verre dans le style de l'Expo 1958. En 1977, celle-ci a également été remplacée par Peek en Cloppenburg, qui a emménagé dans le bâtiment.

### Mons
Le grand magasin a ouvert une succursale à Mons en 1958.

### Bruges
À Bruges, il y avait une succursale au Theaterplein 48. Cette succursale n'avait probablement pas une gamme complète, mais se limitait aux vêtements et aux tissus.

### Ixelles
En 1960, une nouvelle succursale est ouverte à Ixelles, au 69 de la Chaussée d'Ixelles. Elle est conçue par André et Jean Polak. Le bâtiment est constitué d'un squelette en acier soutenu par un certain nombre de piliers pour créer le plus grand espace visuel possible. Le magasin avait un sous-sol et deux étages. Le rez-de-chaussée avait une superficie d'environ 1 400 m². Aujourd'hui, C&A est situé dans le bâtiment.

### Liège
Une succursale est ouverte à Liège en 1957/1958.

## Galerie

Exposition des nouveautés d'hiver affiche, Eugène Louis Le Mouel
Exposition de tapis, septembre-octobre 1899
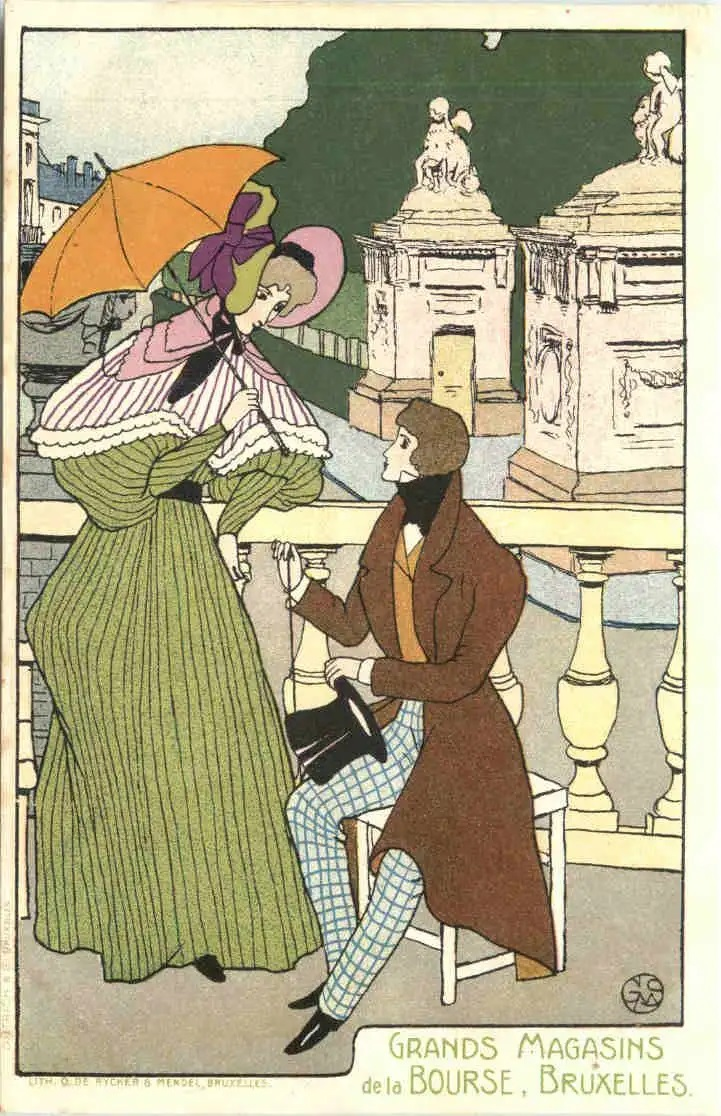
Affiche, vers 1910
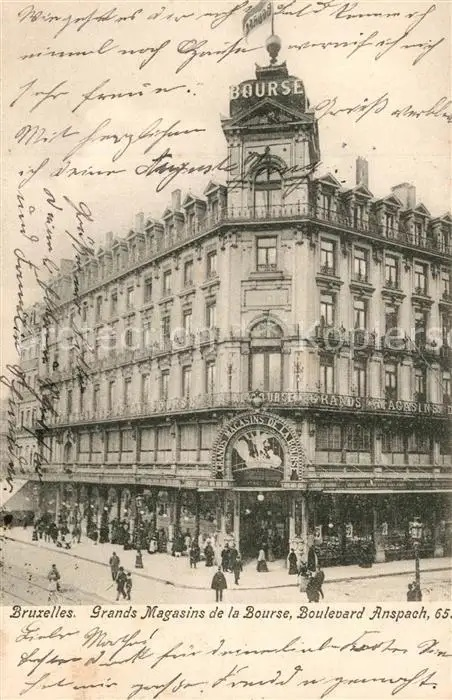
Circa 1900
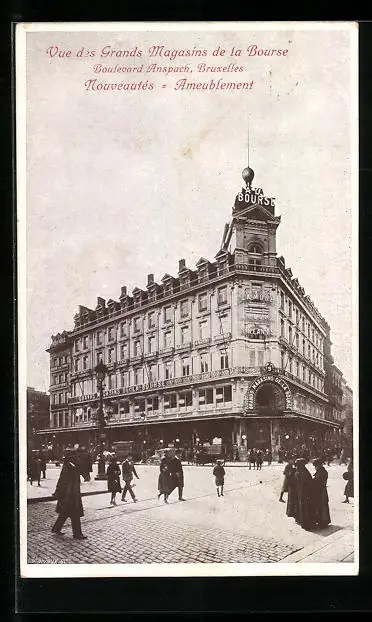
1910-1920
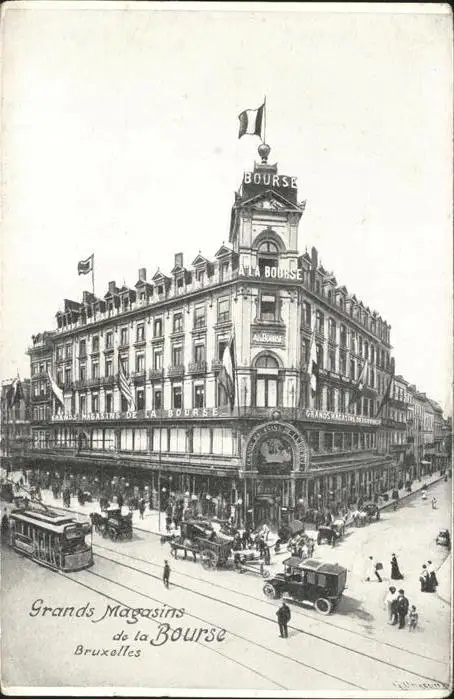
1910-1920
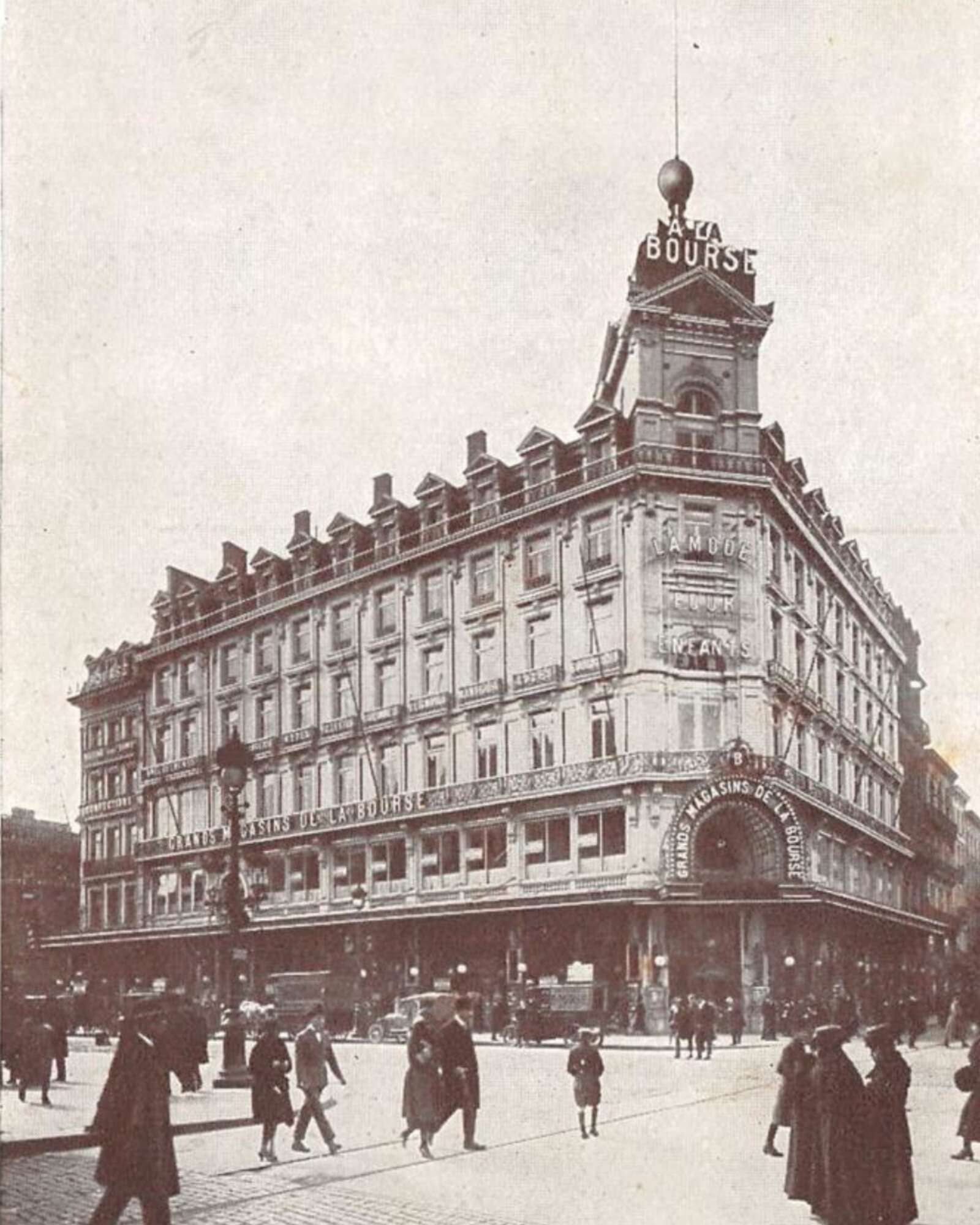